# Пета сирийска война
Петата сирийска война (202 – 195 пр.н.е.) е петата война между птолемейски Египет с Птолемей V и Селевкидската империя с Антиох III, този път допълнително с Римската република и Древна Македония с Филип V Македонски, които паралелно и понякога договорено водят Втората македонска война (200 – 196 пр.н.е.). Петата сирийска война продължава от 202 пр.н.е. до 195 пр.н.е. Състои се в Сирия и завършва с териториални загуби за Египет.
- 202 пр.н.е.: През втория квартал Антиох навлиза в Коилесирия; една египетска делегация тръгва за Рим, за да получи подкрепа. петата сирийска война започва.
- 196 пр.н.е.: Край на Втората македонска война – тракийският бряг не се дава обратно на Птолемеите.
- 195 пр.н.е.: Годеж между Птолемей V и Клеопатра I, дъщерята на Антиох III. Мирен договор, египтяните се отказват от владенията си в Азия.
- Зимата 194/193 пр.н.е.: „Сватбата от Рафия“ между Птолемей V и Клеопатра I.

Резултат от войната:
- Всички египетски владения в Азия преминават на Антиох и загуба на всички владение в Европа.
- Започване на зависимостта на Египет от Рим.